# Cleveland Rams 1945
La stagione 1945 dei Cleveland Rams è stata la nona della franchigia nella National Football League, la decima complessiva e l'ultima a Cleveland. Guidata da due fratelli, il capo-allenatore Adam Walsh e il general manager Chile Walsh, con il quarterback futuro Hall of Famer Bob Waterfield in cabina di regia, i Rams conclusero con un record di 9-1, vincendo il loro primo titolo NFL con la vittoria in finale sui Washington Redskins al Cleveland Stadium. Altre stelle della squadra erano il ricevitore Jim Benton e il running back Jim Gillette, che guadagnarono entrambi più di 100 yard nella gara per il titolo.
Un mese dopo la vittoria, il proprietario Dan Reeves, frustrato dalle continue perdite finanziarie e in ansia per la concorrenza dei neonati Cleveland Browns della All-America Football Conference, trasferì la squadra a Los Angeles. Fu il primo e unico caso della storia della NFL che vide una squadra trasferirsi l'anno dopo avere vinto il titolo.

## Scelte nel Draft 1945
|  | = Hall of Famer |

| Giro | Scelta | Giocatore                | Ruolo  | College              |
| ---- | ------ | ------------------------ | ------ | -------------------- |
| 1    | 5      | Elroy "Crazylegs" Hirsch | End    | Michigan             |
| 2    | 16     | Milan Lazetich           | Tackle | Michigan             |
| 3    | 21     | W.G. (Dub) Wooten        | End    | Oklahoma             |
| 4    | 32     | Jack Zilly               | End    | Notre Dame           |
| 5    | 37     | Roger Harding            | Center | California           |
| 6    | 48     | Jerry Cowhig             | Back   | Notre Dame           |
| 7    | 59     | Fred Negus               | Center | Wisconsin            |
| 8    | 70     | Johnny August            | Back   | Alabama              |
| 9    | 81     | Dick Huffman             | Tackle | Tennessee            |
| 10   | 92     | Vern Walters             | Back   | Alma                 |
| 11   | 103    | Tom Fears                | End    | UCLA                 |
| 12   | 114    | Joe Winkler              | Center | Purdue               |
| 13   | 125    | Jack Aland               | Tackle | Alabama              |
| 14   | 136    | Chuck Uknes              | Back   | Iowa                 |
| 15   | 147    | Bill Lund                | Back   | Case Western Reserve |
| 16   | 158    | Bob Barton               | End    | Holy Cross           |
| 17   | 169    | Dick Hoerner             | Back   | Iowa                 |
| 18   | 180    | Lee Kennon               | Tackle | Oklahoma             |
| 19   | 191    | Eagle Matulich           | Back   | Mississippi State    |
| 20   | 202    | Bill Griffin             | Tackle | Kentucky             |
| 21   | 213    | Leroy Erickson           | Back   | Oregon               |
| 22   | 224    | Ray Evans                | Tackle | Texas-El Paso        |
| 23   | 235    | Luke Higgins             | Tackle | Notre Dame           |
| 24   | 246    | Stan Nowak               | End    | South Carolina       |
| 25   | 257    | Gene Konopka             | Guard  | Villanova            |
| 26   | 268    | Ray Florek               | Back   | Illinois             |
| 27   | 279    | Russ Perry               | Back   | Wake Forest          |
| 28   | 290    | Pat West                 | Back   | USC                  |
| 29   | 301    | Bill Davis               | Back   | Oregon               |
| 30   | 312    | Charley Compton          | Tackle | Alabama              |

## Calendario
| Stagione regolare |                        |                    |                    |                    |                    |                    |
| Turno             | Avversario             | Risultati          | Risultati          | Stadio             | Pubblico           |                    |
| Turno             | Avversario             | Punteggio          | Record             | Stadio             | Pubblico           |                    |
| 1                 | Settimana di pausa     | Settimana di pausa | Settimana di pausa | Settimana di pausa | Settimana di pausa | Settimana di pausa |
| 2                 | Chicago Cardinals      | V 21–0             | 1–0                | League Park        | 10,872             |                    |
| 3                 | Chicago Bears          | V 17–0             | 2–0                | League Park        | 19,580             |                    |
| 4                 | at Green Bay Packers   | V 27–14            | 3–0                | East Stadium       | 24,607             |                    |
| 5                 | at Chicago Bears       | V 41–21            | 4–0                | Wrigley Field      | 28,273             |                    |
| 6                 | at Philadelphia Eagles | S 14–28            | 4–1                | Shibe Park         | 38,149             |                    |
| 7                 | at New York Giants     | V 21–17            | 5–1                | Polo Grounds       | 46,219             |                    |
| 8                 | Green Bay Packers      | V 20–7             | 6–1                | League Park        | 28,686             |                    |
| 9                 | at Chicago Cardinals   | V 35–21            | 7–1                | Comiskey Park      | 18,000             |                    |
| 10                | at Detroit Lions       | V 28–21            | 8–1                | Briggs Stadium     | 40,017             |                    |
| 11                | Boston Yanks           | V 20–7             | 9–1                | League Park        | 18,470             |                    |

## Classifiche
| NFL Western Division |   |   |   |      |     |     |     |     |
|                      | V | S | P | %    | DIV | PF  | PS  | STR |
| Cleveland Rams       | 9 | 1 | 0 | .900 | 7–0 | 244 | 136 | V5  |
| Detroit Lions        | 7 | 3 | 0 | .700 | 5–2 | 195 | 194 | V1  |
| Green Bay Packers    | 6 | 4 | 0 | .600 | 3–4 | 258 | 173 | S1  |
| Chicago Bears        | 3 | 7 | 0 | .300 | 2–6 | 192 | 235 | V2  |
| Chicago Cardinals    | 1 | 9 | 0 | .100 | 1–6 | 98  | 228 | A6  |

Nota: I pareggi non venivano conteggiati ai fini della classifica fino al 1972.